# Príncipesolfågel
Príncipesolfågel (Anabathmis hartlaubii) är en fågel i familjen solfåglar inom ordningen tättingar.

## Utbredning och systematik
Fågeln förekommer enbart på ön Príncipe i Guineabukten. Den behandlas som monotypisk, det vill säga att den inte delas in i några underarter.

## Status
Arten har ett mycket begränsat utbredningsområde, men beståndet anses vara stabilt. IUCN kategoriserar arten som livskraftig.

## Namn
Fågelns vetenskapliga artnamn hedrar Gustav Hartlaub som beskrev arten 1857.